# Viișoara, Dâmbovița
Viișoara este un sat în comuna Ulmi din județul Dâmbovița, Muntenia, România.

## Istoric
Satul a fost înființat de un boier pe nume Viișoară de unde și numele localității. În perioada comunistă aici existau mari livezi de mere care în ziua de astăzi nu mai există.

## Așezare geografică
Viișoara se află la 6 km de orașul Târgoviște. Satul se află între două dealuri, iar lângă pădurea ce se află în Viișoara există o fabrică de armament. 

### Sate apropiate
- Dumbrava
- Mogoșești
- Șuța Seacă

 Acest articol despre o localitate din județul Dâmbovița este deocamdată un ciot. Puteți ajuta Wikipedia prin completarea lui.